# Ridge Racer (serie)
Ridge Racer (リッジレーサー Rijji Rēsā?) es una serie de videojuegos de carreras desarrollada y distribuida por Namco. El primer juego de la serie, Ridge Racer, fue lanzado originalmente en salas recreativas para el hardware Namco System 22, luego trasladado a la PlayStation dos años después como título de lanzamiento. Se encontró con varias secuelas y juegos derivados para múltiples plataformas, siendo el último el juego iOS "Ridge Racer Draw & Drift" lanzado en el 2016. El juego implica que el jugador compita contra oponentes controlados por computadora para ser el primero en terminar una carrera. La deriva es un aspecto central de la serie, y se utiliza para mantener la velocidad al doblar esquinas.
"Ridge Racer" es un sucesor espiritual de "Sim Drive" (1992), un juego de simulación de carreras que tuvo un lanzamiento limitado en salas de juegos japonesas. Originalmente concebido como un juego de carreras F-1, similar a las serie Pole Position y Final Lap de Namco, fue reemplazado por carreras en carreteras de montaña, una tendencia popular para los entusiastas de los automóviles japoneses en ese momento. La versión de PlayStation fue un título de lanzamiento para la consola y un éxito sorprendente para Namco, lo que provocó la creación de varias secuelas para salas de juegos y consolas de videojuegos. Después de que Namco se fusionó con Bandai en 2005, la serie se convertiría en exclusiva para consolas y teléfonos móviles posteriores. Varios juegos de la franquicia se lanzaron como títulos de lanzamiento para consolas.
Los juegos anteriores de Ridge Racer recibieron elogios de la crítica por sus gráficos, jugabilidad y puntaje musical, muchos lo citaron como un factor que contribuyó al éxito de la primera PlayStation en sus primeros años. Las entradas posteriores fueron criticadas por alejarse demasiado del material fuente y la falta de contenido, con "Ridge Racer Vita" del año 2011 entre los peores videojuegos jamás creados. La serie se considera influyente en el género de los juegos de carreras, y ha vendido más de 5 millones de copias en todo el mundo.

## Juegos
| 1993 | Ridge Racer              |
| 1994 | Ridge Racer 2            |
| 1995 | Rave Racer               |
| 1995 | Ridge Racer Revolution   |
| 1996 | Rage Racer               |
| 1996 | Pocket Racer             |
| 1997 |                          |
| 1998 | R4: Ridge Racer Type 4   |
| 1999 |                          |
| 2000 | Ridge Racer 64           |
| 2000 | Ridge Racer V            |
| 2001 |                          |
| 2002 |                          |
| 2003 | R: Racing Evolution      |
| 2004 | Ridge Racer              |
| 2004 | Ridge Racer DS           |
| 2005 | Ridge Racer 6            |
| 2005 | Critical Velocity        |
| 2006 | Ridge Racer 7            |
| 2006 | Ridge Racer 2            |
| 2007 |                          |
| 2008 |                          |
| 2009 | Ridge Racer Accelerated  |
| 2010 | Ridge Racer Drift        |
| 2011 | Ridge Racer 3D           |
| 2011 | Ridge Racer              |
| 2012 | Ridge Racer Unbounded    |
| 2013 | Ridge Racer Slipstream   |
| 2014 |                          |
| 2015 |                          |
| 2016 | Ridge Racer Draw & Drift |

- Ridge Racer (1993) es la primera entrega de la serie, originalmente lanzada para salas de juego y que se ejecuta en Namco System 22 un sistema de arcade. Una conversión para la primera PlayStation se lanzó entre 1994 y 1995 como título de lanzamiento para la consola. Se lanzaron otras dos versiones del juego para salas de juego: Ridge Racer Full Scale, que presentaba una réplica Eunos Roadster en la que el jugador se sentaba para controlar el juego, y Ridge Racer: 3-Screen Edition, que utilizó tres monitores diferentes para proporcionar un efecto visión periférica, similar al juego anterior de Namco: Driver's Eyes de 1991. Una versión japonesa de teléfono móvil fue lanzada en el año 2000.
- Ridge Racer 2 (1994) fue lanzado para salas de juego, ejecutándose en el hardware Namco System 22. Sirve como una actualización del juego original, con multijugador, un espejo retrovisor y una banda sonora remezclada compuesta por Shinji Hosoe.
- Rave Racer (1995) fue lanzado para salas de juego. Cuenta con dos nuevas pistas junto a las dos presentes en el "Ridge Racer" original, y tenía gabinetes de arcade enlazables que permitían hasta ocho jugadores en modo multijugador. Las conversiones de inicio para PlayStation y PC se anunciaron en 1996, pero luego se cancelaron.
- Ridge Racer Revolution (1995) fue lanzado para PlayStation. Es un lanzamiento casero modificado de Ridge Racer 2 con nueva música, vehículos adicionales y multijugador a través del cable link de PlayStation.[2]
- Rage Racer (1996) fue lanzado para PlayStation. Junto con la introducción de la mascota de la serie Reiko Nagase, presentaba autos personalizables y una regla de reintentos, los cuales se han vuelto prominentes en toda la franquicia. También presenta un estilo gráfico más sombrío y oscuro, una desviación del estilo artístico más colorido de la serie.
- Pocket Racer (1996) es un juego arcade spin-off lanzado exclusivamente en Japón. La jugabilidad es casi idéntica al "Ridge Racer" original, sin embargo, todos los autos han sido reemplazados por vehículos "súper deformados" Choro-Q-esc. Se incluyó un concepto similar con Ridge Racer Revolution, titulado Modo Buggy, que sirvió de inspiración para Pocket Racer.
- R4: Ridge Racer Type 4 (1998) fue lanzado para PlayStation, titulado R4: Ridge Racer Type 4 en Europa. Marca el debut de los equipos de carreras, que se convirtió en un aspecto central para todos los juegos a seguir, y es el primero de la serie en usar sombreado Gouraud para sus gráficos. Los modos multijugador también están presentes, se muestran en una orientación de pantalla dividida. En 2018, se lanzó como uno de los juegos integrados en la mini consola PlayStation Classic.[3]
- Ridge Racer 64 (2000) fue lanzado para Nintendo 64 en Norteamérica y Europa; no fue desarrollado por Namco, sino por Nintendo Software Technology. Incluye pistas de Ridge Racer y Ridge Racer Revolution, junto con nuevas pistas y autos.
- Ridge Racer V (2000) se lanzó como título de lanzamiento para PlayStation 2. Un año más tarde se lanzó una versión arcade, subtitulada "Arcade Battle". La estructura de forma libre del juego Ridge Racer original se reemplaza con las carreras de Grand Prix que se encuentran en Ridge Racer Type 4.
- R: Racing Evolution (2003) fue lanzado para GameCube, PlayStation 2 y Xbox. El lanzamiento europeo se tituló "R: Racing" y fue publicado por Nintendo. Incluye más de 33 vehículos con licencia de fabricantes de automóviles del mundo real, incluidos 24 Hours of Le Mans y Super GT. Algunos lanzamientos de la versión GameCube incluyen Pac-Man Vs. como un bono gratis.
- Ridge Racer DS (2004) se lanzó como título de lanzamiento para Nintendo DS. Una nueva versión de Ridge Racer 64, incluye controles de pantalla táctil que permiten al jugador usar el lápiz óptico para dirigir el automóvil, junto con un modo multijugador a través del multijugador inalámbrico local.
- Ridge Racer Portable (2004) fue lanzado como título de lanzamiento para PlayStation Portable, y se tituló Ridge Racer fuera de Japón. Cuenta con pistas, autos y música que se encuentran en juegos anteriores de Ridge Racer, lo que lo describe como una "compilación" de la serie. La versión japonesa fue relanzada como título de presupuesto un año después bajo la etiqueta "Greatest Hits" y "PSP The Best".
- Critical Velocity (2005) es un juego derivado basado en la trama lanzado en Japón para PlayStation 2. Conocido en desarrollo como Rune Chaser, presenta Ridge Racer Vehículos y escenarios en un juego más aventurero con una historia.
- Ridge Racer 6 (2005) se lanzó como título de lanzamiento exclusivamente para Xbox 360, con un total de 130 vehículos y 30 pistas jugables, junto con 14 de estos en modo multijugador en línea a través de Xbox Live. La banda sonora del juego fue lanzada a través de Xbox Live por SuperSweep Records en 2009, titulada "Ridge Racer 6 Direct Audio".
- Ridge Racer Portable 2 (2006) es una secuela directa de Ridge Racer Portable, lanzado para PlayStation Portable, los lanzamientos internacionales cambian su nombre por "Ridge Racer 2", y el lanzamiento europeo lo publica Sony Computer Entertainment Europe. Conserva el mismo concepto del primer juego, con pistas, autos y música tomados de juegos anteriores de la franquicia.
- Ridge Racer 7 (2006) se lanzó como título de lanzamiento exclusivo para PlayStation 3.
- Pachi-slot Ridge Racer (2008) es un spin-off de la serie pachi-slot, lanzado en Japón. Se lanzó un remake digital para PlayStation 2 en Japón más tarde ese mismo año.
- Pachi-slot Ridge Racer 2 (2009) es la secuela directa de Pachi-slot Ridge Racer, nuevamente lanzado exclusivamente en Japón.
- Ridge Racer Accelerated (2009) se lanzó para dispositivos iOS.[4]
- Ridge Racer 3D (2011) se lanzó como título de lanzamiento para Nintendo 3DS.[5]
- Ridge Racer Vita (2011) fue lanzado como título de lanzamiento para PlayStation Vita
- Ridge Racer Unbounded (2012) se lanzó para PlayStation 3, Xbox 360 y PC. El juego es una gran desviación de la jugabilidad central de la serie, en su lugar se centra en el combate vehicular similar a la serie Burnout.[6]
- Ridge Racer Slipstream (2013) se lanzó para dispositivos iOS y Android.[7]
- Ridge Racer Draw & Drift (2016) fue lanzado para dispositivos iOS.

## Elementos comunes
La jugabilidad básica de la serie Ridge Racer se ha mantenido relativamente constante en cada entrega. El objetivo es competir contra oponentes controlados por computadora para terminar cada pista en primer lugar: el jugador comienza el juego en el último lugar y tiene un número limitado de vueltas alrededor de la pista para completar dónde pueden adelantar a los oponentes. Algunas entradas tienen un límite de tiempo contra el cual el jugador debe competir, con cada vuelta completada extendiendo el temporizador; Si el cronómetro llega a cero, el juego termina independientemente de la vuelta en la que estaba el jugador. Las entregas posteriores eliminan el temporizador y, en cambio, requieren que el jugador termine la carrera en un lugar mínimo asignado para avanzar al siguiente curso.
A diferencia de otros juegos de carreras, que generalmente presentan circuitos cerrados, Ridge Racer tiene carreras en calles, playas, ciudades y montañas, que tienen lugar en la metrópolis costera ficticia "Ridge City", las pistas de circuito están incluidas en algunas entradas. Casi todas las entregas de la serie presentan las pistas originales de Ridge Racer y Ridge Racer 2, a veces modificadas para acompañar ciertas mecánicas. Los jugadores pueden derivar su coche alrededor de las esquinas para mantener la velocidad, ya que la mayoría de las pistas se basan en ubicaciones del mundo real que no estaban destinadas a las velocidades de carrera. Ridge Racer Unbounded del 2012 elimina la mecánica de deriva a favor del combate vehicular, similar a la franquicia Burnout.
Cada uno de los autos jugables tiene sus propias estadísticas y mecánicas, como una velocidad más rápida o una deriva mejorada. Muchos de estos también llevan el nombre de los videojuegos más antiguos de Namco, incluidos Dig Dug, Xevious, NebulasRay, Rolling Thunder, Bosconian y Solvalou. La secuela de PlayStation: R4: Ridge Racer Type 4 presenta el concepto de equipos de carreras para la serie, todos nombrados después de Dig Dug, Mappy, Pac-Man, Xevious y Galaga. Similar a la serie Tekken de Namco, varios juegos presentan juegos clásicos de arcade de Namco como minijuegos cortos que se juegan durante las pantallas de carga, una mecánica que más tarde fue registrada por Namco, el puerto de PlayStation del original Ridge Racer presenta a Galaxian, mientras que Ridge Racer Portable presenta a New Rally-X. Completar estos minijuegos otorgará al jugador nuevas pistas o autos, a veces desbloqueando una versión emulada completa del minijuego para jugar.

## Recepción
| Videojuego              | GameRankings | Metacritic |
| ----------------------- | ------------ | ---------- |
| Ridge Racer             | 81%          | -          |
| Ridge Racer Revolution  | 79%          | -          |
| R4: Ridge Racer Type 4  | 88%          | 88         |
| Ridge Racer 64          | 85%          | -          |
| Ridge Racer V           | 80%          | 78         |
| Ridge Racer DS          | 64%          | -          |
| Ridge Racer Portable    | 89%          | -          |
| Ridge Racer 6           | 70%          | -          |
| Ridge Racer Portable 2  | 70%          | -          |
| Ridge Racer 7           | 79%          | 78         |
| Ridge Racer Accelerated | 52%          | -          |
| Ridge Racer 3D          | 75%          | -          |
| Ridge Racer Unbounded   | 69%          | -          |

El "Ridge Racer" original fue muy bien recibido por los críticos por sus gráficos en 3D, audio y la mecánica de deriva. También recibió un port admirable para PlayStation, donde se convirtió en uno de los títulos más vendidos en los primeros años de vida de la consola. También se considera que juega un papel importante en darle al sistema de Sony una ventaja sobre su rival Sega, contra la Sega Saturn durante 1994 y 1995.
Sus secuelas durante la década de los 90's también fueron muy exitosas, en particular "Ridge Racer Type 4", a menudo considerada la mejor de la serie. Su secuela, Ridge Racer V, recibió críticas más mediocres, pero el título posterior de PSP logró un gran elogio. La mascota de la serie "ídolo" Reiko Nagase, que ha aparecido en la mayoría de los juegos desde "Rave Racer" de 1995, a menudo ha sido clasificada entre los personajes femeninos más reconocidos en los videojuegos.
Se considera que Ridge Racer 7 de 2006 fue el pico de la serie antes de disminuir su popularidad: el título de Vita se recibió negativamente por varias razones, mientras que el último juego de la consola, Ridge Racer Unbounded, se marcó con un alejándose del estilo de deriva y la mecánica de lo que la serie es conocida, experimentando con un estilo más destructivo similar a la serie Burnout. El juego nunca fue tan popular como sus títulos principales anteriores y tampoco tuvo un lanzamiento japonés.